# Муже
Муже (порт. Muge) — район (фрегезия) в Португалии, входит в округ Сантарен. Является составной частью муниципалитета Салватерра-де-Магуш. По старому административному делению входил в провинцию Рибатежу. Входит в экономико-статистический субрегион Лезирия-ду-Тежу, который входит в Алентежу. Население составляет 1261 человек на 2001 год. Занимает площадь 52,03 км².
Покровителем района считается Дева Мария (порт. Nossa Senhora da Conceição).

## Археологические раскопки
Недалеко от деревни были обнаружены скелеты каменного века 5000 — 8000 годов до н. э. Это самая древняя известная стоянка в Португалии.